# Конкакафов шампионат
Конкакафов шампионат (шп. CONCACAF Campeonato de Naciones) јесте био фудбалски турнир који се одржавао између 1963. и 1989. године. Такмичење се понекад назива Турнир Норцека (енгл. NORCECA tournament), узимајући своје име од акронима региона који улазе на турнир (Северна Америка, Централна Америка и Кариби).
Прво првенство је одржано 1963. и био је први организовани турнир националних тимова у оквиру Конкакафа. Такмичење је задржало турнирски формат и играло се на двогодишњој основи. Турнир је постао квалификациони турнир за Светско првенство у фудбалу 1973. и играо се на четворогодишњем циклусу. Конкакафов трофеј је додељиван тиму који је био највише рангиран у квалификационој групи. Године 1985. и 1989. није било домаћина такмичења.
Претходник Конкакафовог шампионата је био турнир под називом Шампионат Централне Америке и Кариба од 1941. до 1961. године када је укинуто и основан је Конкакафов шампионат. Конкакафов шампионат је прекинут 1991. године и прерасло је у Конкакафов златни куп.

## Резултати на првенствима
| Конкакафов шампионат (1963–1989) | Конкакафов шампионат (1963–1989) | Конкакафов шампионат (1963–1989) | Конкакафов шампионат (1963–1989)           | Конкакафов шампионат (1963–1989) | Конкакафов шампионат (1963–1989) | Конкакафов шампионат (1963–1989) | Конкакафов шампионат (1963–1989) | Конкакафов шампионат (1963–1989) | Конкакафов шампионат (1963–1989) |
| -------------------------------- | -------------------------------- | -------------------------------- | ------------------------------------------ | -------------------------------- | -------------------------------- | -------------------------------- | -------------------------------- | -------------------------------- | -------------------------------- |
| Бр.                              | Година                           | Домаћин                          |                                            | Коначан групни резултат          | Коначан групни резултат          | Коначан групни резултат          | Коначан групни резултат          |                                  | Репрезентације                   |
| Бр.                              | Година                           | Домаћин                          | Шампион                                    | Финалиста                        | Треће место                      | Четврто место                    |                                  |                                  | Репрезентације                   |
| 1                                | 1963                             | Салвадор                         | · Костарика                                | · Салвадор                       | · Холандски Антили               | · Хондурас                       | 9                                |                                  |                                  |
| 2                                | 1965                             | Гватемала                        | · Мексико                                  | · Гватемала                      | · Костарика                      | · Салвадор                       | 6                                |                                  |                                  |
| 3                                | 1967                             | Хондурас                         | · Гватемала                                | · Мексико                        | · Хондурас                       | · Тринидад и Тобаго              | 6                                |                                  |                                  |
| 4                                | 1969                             | Костарика                        | · Костарика                                | · Гватемала                      | · Холандски Антили               | · Мексико                        | 6                                |                                  |                                  |
| 5                                | 1971                             | Тринидад и Тобаго                | · Мексико                                  | · Хаити                          | · Костарика                      | · Куба                           | 6                                |                                  |                                  |
|                                  |                                  |                                  | Квалификациони период за Светско првенство |                                  |                                  |                                  |                                  |                                  |                                  |
| 6                                | 1973                             | Хаити                            | · Хаити                                    | · Тринидад и Тобаго              | · Мексико                        | · Хондурас                       | 6                                |                                  |                                  |
| 7                                | 1977                             | Мексико                          | · Мексико                                  | · Хаити                          | · Салвадор                       | · Канада                         | 6                                |                                  |                                  |
| 8                                | 1981                             | Хондурас                         | · Хондурас                                 | · Салвадор                       | · Мексико                        | · Канада                         | 6                                |                                  |                                  |
| 9                                | 1985                             | Конкакаф (без домаћинства)       | · Канада                                   | · Хондурас                       | · Костарика                      | · Салвадор                       | 9                                |                                  |                                  |
| 10                               | 1989                             | Конкакаф (без домаћинства)       | · Костарика                                | · Сједињене Државе               | · Тринидад и Тобаго              | · Гватемала                      | 5                                |                                  |                                  |

## Укупни тимски рекорди шампионата
У овој ранг листи 3 бода се додељују за победу, 1 за реми и 0 за пораз. Према статистичкој конвенцији у фудбалу, мечеви одлучени у продужеци се рачунају као победе и порази, док се мечеви одлучени пеналима (победе и порази), рачунају се као нерешени. Тимови се рангирају по укупном броју бодова, затим по гол-разлици, па по постигнутим головима.
| Поз. | Репрезентација    | Уче. | Ута. | Поб. | Нер. | Изг. | ГД | ГП | ГР  | Бод. |
| ---- | ----------------- | ---- | ---- | ---- | ---- | ---- | -- | -- | --- | ---- |
| 1    | Мексико           | 8    | 38   | 22   | 10   | 6    | 78 | 24 | +54 | 76   |
| 2    | Костарика         | 6    | 37   | 20   | 11   | 6    | 64 | 27 | +37 | 71   |
| 3    | Гватемала         | 8    | 39   | 15   | 12   | 12   | 58 | 40 | +18 | 57   |
| 4    | Хондурас          | 6    | 35   | 12   | 12   | 11   | 42 | 41 | +1  | 48   |
| 5    | Салвадор          | 6    | 32   | 11   | 10   | 11   | 43 | 36 | +7  | 43   |
| 6    | Хаити             | 7    | 34   | 10   | 7    | 17   | 33 | 50 | -17 | 37   |
| 7    | Тринидад и Тобаго | 6    | 32   | 10   | 7    | 15   | 37 | 50 | -13 | 37   |
| 8    | Холандски Антили  | 4    | 21   | 7    | 3    | 11   | 27 | 55 | -28 | 24   |
| 9    | Канада            | 3    | 14   | 5    | 6    | 3    | 17 | 16 | +1  | 21   |
| 10   | Сједињене Државе  | 2    | 12   | 6    | 4    | 2    | 10 | 6  | +4  | 14   |
| 11   | Куба              | 2    | 10   | 2    | 4    | 4    | 9  | 15 | -6  | 10   |
| 12   | Панама            | 1    | 4    | 1    | 2    | 1    | 8  | 4  | +4  | 5    |
| 13   | Суринам           | 2    | 9    | 0    | 1    | 8    | 8  | 26 | -18 | 1    |
| 14   | Никарагва         | 2    | 9    | 0    | 1    | 8    | 5  | 27 | -22 | 1    |
| 15   | Јамајка           | 2    | 8    | 0    | 1    | 7    | 4  | 26 | -22 | 1    |